# Foreste e boscaglia del Madagascar
Le foreste e boscaglia del Madagascar sono una ecoregione globale che fa parte della lista Global 200 delle ecoregioni prioritarie per la conservazione definita dal WWF. Appartiene al bioma delle Foreste pluviali di latifoglie tropicali e subtropicali della regione afrotropicale. Interessa la parte contro-orientale dell'isola del Madagascar.
Lo stato di conservazione è considerato in pericolo critico.

## Territorio
La regione si estende per circa 313.000 km² occupando la metà orientale dell'isola del Madagascar.

### Stati
L'ecoregione interessa il solo Stato del Madagascar.

### Ecoregioni
Comprende 3 ecoregioni terrestri:
- AT0118 - Foreste subumide del Madagascar
- AT0117 - Foreste pluviali del Madagascar orientale
- AT1011 - Macchia ericoide del Madagascar